# Карьягдыоглы, Джаббар
Джаббар Исмаил оглы Карьягдыоглы (азерб. Cabbar Qaryağdıoğlu, псевдоним Джаббара Мешади Исмаил оглы; 31 марта 2012, Шуша — 20 апреля 1944, Баку), известный также как Джаббар Карьягды — азербайджанский певец-ханенде, Народный артист Азербайджанской ССР (1935). Он получил широкую известность и как ханенде, и как композитор, исполнявший как народные, так и собственного сочинения песни, был автором новых текстов — теснифов. Большой популярностью пользовалась в 30 — 40-е годы XX века его песня «Баку».
Джаббар Карьягдыоглы был известен и за пределами Кавказа. Искусством певца восхищались Узеир Гаджибеков и Фёдор Шаляпин, Сергей Есенин и Бюльбюль, Рейнгольд Глиэр. Ещё в 1906—1912 годах его голос был записан рядом акционерных обществ (грамзаписи) в Киеве, Москве, Варшаве. В Большой советской энциклопедии Карьягды называют крупнейшим ханенде, знатоком азербайджанской народной музыки.

## Биография

### Детство и юность
Родился 31 марта 1861 года в Шуше, в квартале «Сейидли» в семье красильщика.
Отец Джаббара Мешади Исмаил был известен в народе под псевдонимом Гарягды («пошёл снег»), поскольку был слишком молчалив и замкнут. Окружающие, подтрунивая над его характером и замкнутым образом жизни, часто ему говорили: «Ай, Исмаил, что опять приключилось? Снег, что ли, идет, что ты такой насупленный?». Джаббар ещё в ранней юности взял себе этот псевдоним.

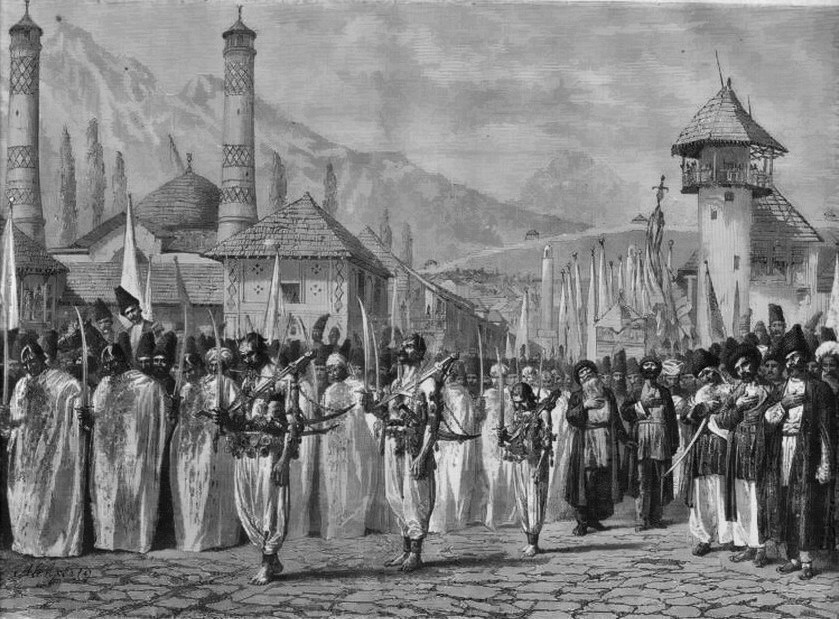
Религиозная процессия на празднике Мухаррам в Шуше. Картина В. В. Верещагина. 1865 год

Мешади Исмаил хотел научить маленького Джаббара ремеслу красильщика. Однако этого не случилось. Его сын, мечтавший стать певцом, так и не научился ремеслу отца. Во второй половине XIX века большинство жителей Шуши занимались торговлей и ремёслами. Но было много и служителей веры. Сам Мешади Исмаил был сильно верующим человеком. Он вместе со своими сыновьями принимал участие в религиозных обрядах. Старшие братья Джаббара Мешади Мухаммед и Гафар пели мярсии в Мухаррам. Джаббар получал огромное наслаждение от голосов старших братьев и мечтал петь как они.
В школе знатока классической восточной музыки Харрата Кули (1823—1883), где наряду с религиозными песнопениями, сопровождающими обрядовые действия в месяц «мухаррам», обучались и искусству мугамата, мальчик вместе с братьями получает первое музыкальное образование и вместе с ними участвует в мистериях. Мешади Мухаммед сыграл большую роль в формировании эстетического вкуса Джаббара. Благодаря ему маленький Джаббар сильно полюбил азербайджанскую поэзию и мугам. Мешади Мухаммеда часто приглашали на свадьбы и вечера, куда Джаббара он брал с собой. Джаббар слушал таких прославленных мастеров того времени, как Гаджи Гуси, Мешади Иси, Дели Исмаил и др. После окончания свадебных торжеств и ухода гостей Джаббар оставался там и подражал мастерам мугама. Джаббар давал высокую оценку голосу и исполнительскому мастерству Гаджи Гуси. Позже он писал: «Голос Гаджи Гуси был таким сильным, что, исполняя мугам, он брал самые высокие ноты. Когда он пел „Орта Махур“, то поражал всех музыкантов».
В десять лет Джаббар поступает в городскую школу. Учитель мальчика Мирзали — музыковед с разносторонними знаниями, после того как услышал его пение, решил обучать Джаббара. До 15 лет Джаббар посещает школу Мирзали и берёт уроки музыки.
Однажды в городском квартале «Гурдлар» играли свадьбу, куда были приглашены известные мастера мугама Гаджи Гуси, Мешади Иси, тарист Садыхджан. Среди приглашенных гостей был и 16-летний Джаббар вместе со своим учителем. После того, как Гаджи Гуси исполнил мугам «Шюштер», а Мешади Иси — «Махур», Мирзали попросил у тамады — поэта Новраса Алескера — разрешения спеть юному Джаббару. Джаббар исполнил «Кюрд-Шахназ». Голос Джаббара понравился не только гостям, но и музыкантам, после чего популярность Джаббара растет. Он становится почётным гостем городских свадеб.
Отца, готовившего Джаббара к исполнению мярсии, сильно беспокоила популярность Джаббара как певца на свадьбах, и он выступает против пения сына на светских празднествах. Он категорически выступает против его певческой карьеры. В возвращении Джаббара Карьягдыоглы к певческой деятельности большую роль сыграл его сосед врач Смирнов. Сильно простывший и заболевший юный Джаббар обращается к врачу с просьбой о помощи в возвращении к любимому занятию. Смирнов убедил Мешади Исмаила, что единственным способом излечения Джаббара якобы является возобновление его певческой деятельности. После этого отец юного ханенде вынужден был согласится с таким выбором сына. Юный Джаббар продолжает выступать на свадьбах и празднествах.
После окончания городской школы Джаббар берет уроки вокала у известного в Шуше ханенде Юсифа Шахсенемоглы. Джаббар Карягды несколько раз признавался, что искусству пения с переливами в голосе он научился у ханенде по имени Абдул-Баги, известного в то время как Бюльбюльджан. Тарист Садыхджан, видя успехи юного ханенде, приглашает его в свой ансамбль. Впервые с Садыхджаном Джаббар Карьягдыоглы выступил на благотворительном концерте в шушинском театре Хандемирова. После выступлений Хаджи Гуси и Гашима Кештазлы Джаббар исполнил мугам «Хейраты».

### Расцвет творчества

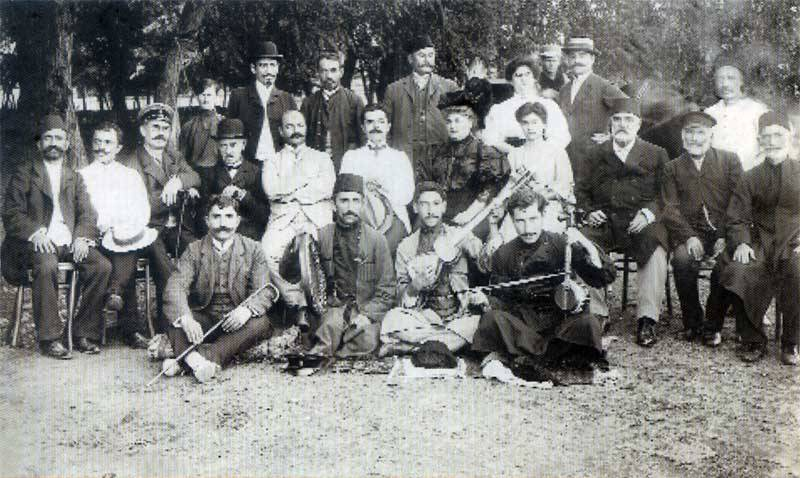
Выездной музыкальный меджлис в Ленкоране. 1908 год. Сидят в центре Джаббар Каръягдыоглы и Гурбан Пиримов.

До 20 лет Джаббар Карьягдыоглы был известен только в родной Шуше, но вскоре его узнают далеко за пределами родного города. Джаббара приглашают в Баку, Гянджу, Шемаху, Агдаш. Однажды ночью в Агдаше на меджлисе в караван-сарае Гарабека Садыхджан начал играть «Карабах шикястяси», а Джаббар стал подпевать ему. Проснувшиеся горожане собрались у караван-сарая послушать исполнение шушинских музыкантов. Казаки градоначальника пытались разогнать толпу, однако люди разбрелись по домам только после того, как ханенде закончил пение. Слава Джаббара Карьягдыоглы дошла до Грузии, Средней Азии, Ирана и Турции.
Джаббар Карьягдыоглы был первым ханенде, спевшим мугам на театральной и концертной сцене. Так, в поставленной в Шуше в 1897 году под руководством видного писателя-драматурга Абдуррагимбека Ахвердиева музыкальной сцене «Меджнун на могиле Лейли» по поэме Низами Гянджеви «Лейли и Меджнун» роль Меджнуна исполнял Джаббар Карьягдыоглы. Представление произвело на зрителей огромное впечатление. Узеир Гаджибеков, которому в то время было тринадцать лет, с большим волнением смотрел игру Джаббара Карьягдыоглы. В 1900 году в Шуше была поставлена музыкальная сценка по поэме Алишера Навои «Фархад и Ширин». В роли Фархада выступил тот же Джаббар Карьягдыоглы.

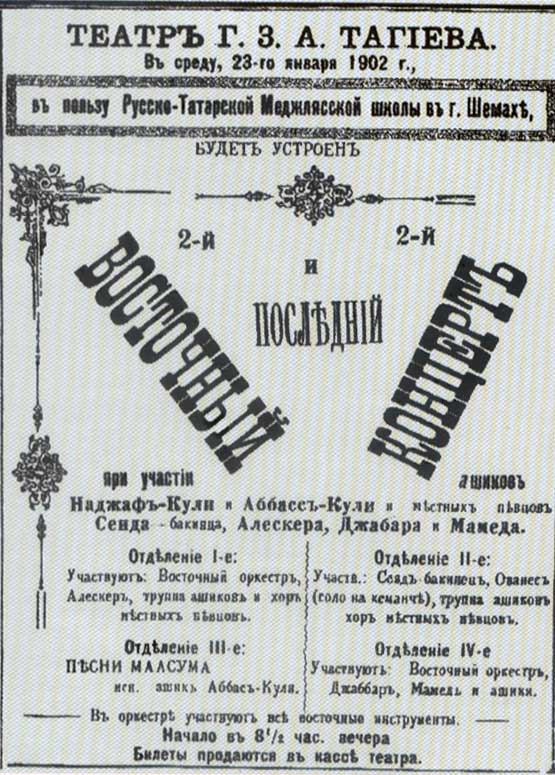
Афиша «Восточного концерта» в театре Тагиева с участием Джаббара Карьягдыоглы. 1902 год

В последней трети XIX века с улучшением экономической ситуации Баку, сюда со всех концов страны приезжали деятели культуры и литературы. В сорок лет Карьягдыоглы переселяется в Баку и начинается новый, бакинский период жизни певца. Вскоре он создает своё музыкальное трио, в которое вошли тарист Мирза Фарадж Рза и кеманчист Мешади Гулу. Трио выступало в период с 1900 по 1905 год. Когда Джаббара Карьягдыоглы в день приглашали на 3−4 свадьбы, он рекомендовал хозяину меджлиса своих друзей — Ислама Абдуллаева, Кечачи оглу Мухаммеда и Шекили Алескера. Но, несмотря на загруженный график, всё же успевал иногда найти время и выступать на приглашенных торжествах.
Джаббар не довольствовался выступлениями на бакинских свадьбах, он часто выступал на приглашенных концертах в театрах Тагиева и Маилова. Несмотря на все эти успехи, каждое лето Джаббар возвращался в родную Шушу. Его приезды воспринимались народом так бурно, что превращались в народные праздники.
В 1905 году он организовал трио, в которое входили тарист Курбан Пиримов и кеманчист Саша Оганезашвили. В составе трио они выступали вместе свыше 20 лет. В 1907—1910 годах Узеир Гаджибеков, Мирза Алекпер Сабир, Гаджиага Аббасов и Джаббар Карьягдыоглы в Балаханы совместными усилиями создают театральный кружок при рабочем клубе. Члены кружка Мирза Мухтар, Джахангир Зейналов, Гусейн Араблинский, Абульфат Вели и Мирзаага Алиев часто показывали спектакли. В антрактах Карьягдыоглы пел в сопровождении Курбана Пиримова и Саши Оганезашвили. По мнению советского фольклориста В. Кривоносова, трио сыграло значительную роль в музыкальной жизни Закавказья: среди причин влиятельности ансамбля было преобладание в его репертуаре песен на азербайджанском языке, тогда как ханенде того времени пели преимущественно по-персидски.

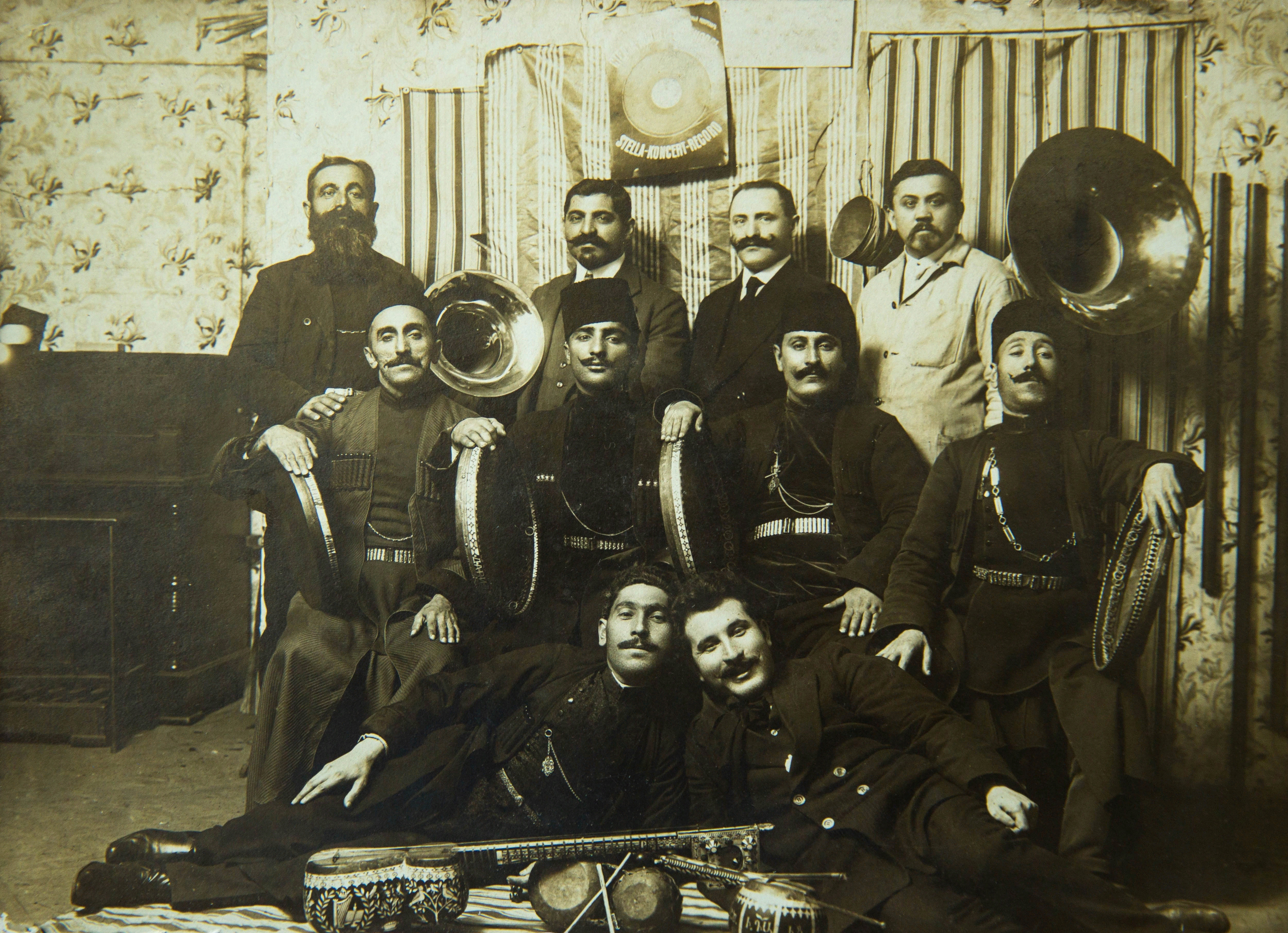
После записи концертов на студии фирмы «Спорт Рекорд» в Варшаве в 1912 году. Джаббар Карьягдыоглы — сидит (крайний слева)

В 1906—1912 годах Джаббар Карьягдыоглы совершает поездки в Киев, Москву, Варшаву, где записывает мугамы и теснифы. Акционерными обществами «Спорт-рекорд», «Экстрафон» и «Граммофон» голос Джаббара Карьягдыоглы был записан на граммофонные пластинки. В 1912 году, возвращаясь из Варшавы, Джаббар Карьягдыоглы дал восточные концерты в Москве. Джаббар мастерски исполнял такие сложные мугамы как «Кюрд-Шахназ» и «Махур».
Джаббар Карьягдыоглы прекрасно пел мугамы на фарси с четкой дикцией. Так, на одной из роскошных бакинских свадеб, на которой присутствовали иранские купцы, Джаббар спел десгях «Махур-Хинди». Гости из Ирана были изумлены совершенным знанием и владением Джаббаром персидским языком.
Летом 1911 года Джаббар дает концерт в пользу старого ханенде Джумшуда. После появления афиш билеты были распроданы всего за час. Но желающих попасть на концерт было больше. Из-за отсутствия мест и билетов пришлось дать второй концерт. Но поскольку желающих попасть и на второй концерт было много, Джаббар решил выступить с концертом у источника «Хуррам».

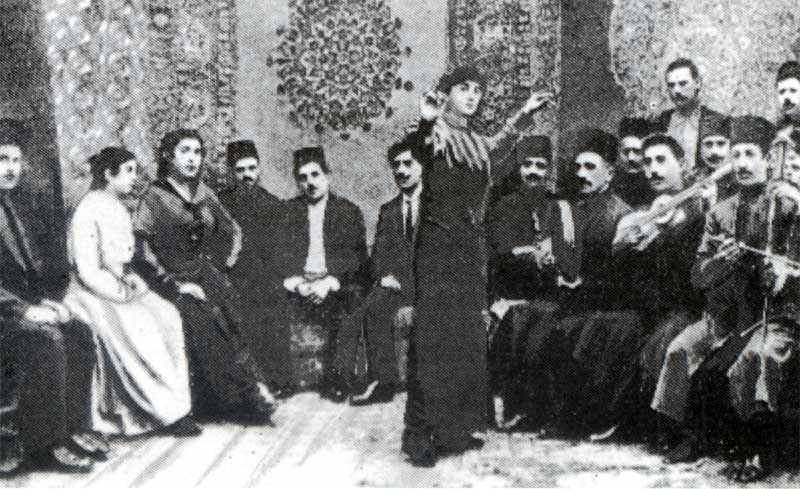
Кадр из немого фильма «В царстве нефти и миллионов» 1916 года с участием ансамбля Джаббара Карьягдыоглы

В 1916 году на средства нефтяной компании братьев Пирон по роману Ибрагимбека Мусабекова «В царстве нефти и миллионов» был снят одноимённый фильм. Главную роль исполнял Гусейн Араблинский. Директор картины для исполнения песен в фильме пригласил Джаббара Карьягдыоглы.

### Дальнейшая карьера
Начиная с 1920-х годов, Карьягдыоглы принимал активное участие в общественной жизни республики. Певец стоял у истоков создания национальной консерватории и сыграл важную роль в формировании новых кадров.
Помимо преподавательской деятельности, он был консультантом научно-исследовательского кабинета азербайджанской музыки при консерватории. Джаббар Карьягдыоглы был сторонником переложения мугамов на ноты и в этой работе оказал помощь композитору Фикрету Амирову.
Певец долгое время был солистом Азербайджанской государственной филармонии имени Муслима Магомаева. За более чем полувековой творческий путь ханенде собрал более 500 народных песен и музыкальных фрагментов. Узеиром Гаджибековым и Муслимом Магомаевым положены на ноты 30 с лишним его песен. Певец оказал большую помощь  Рейнгольду Глиэру в изучении азербайджанской народной музыки.

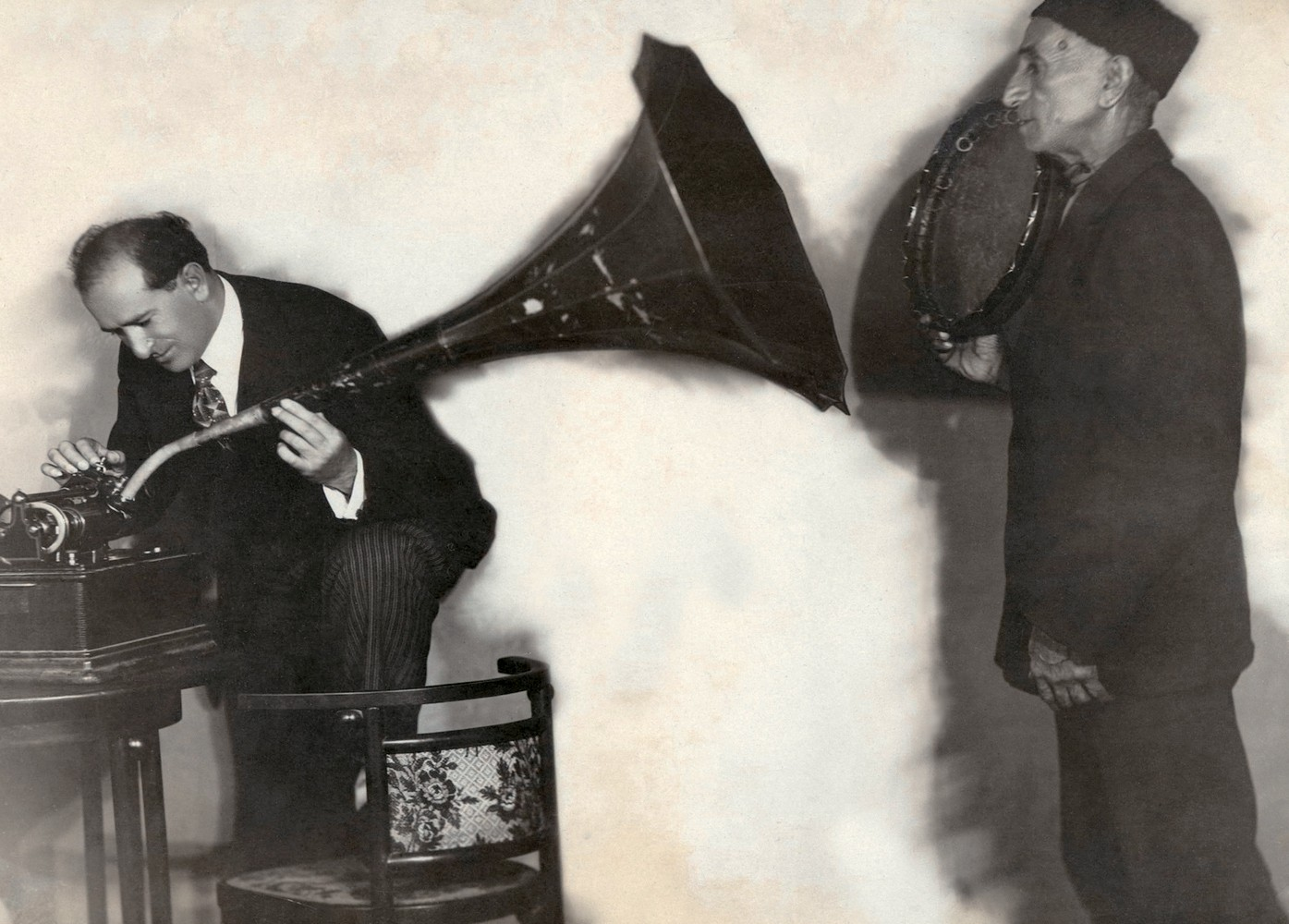
Бюльбюль записывает голос Джаббара Карьягдыоглы

В 1934 году при содействии Джаббара Карьягдыоглы научно-исследовательский кабинет азербайджанской музыки, возглавляемый Бюльбюлем, записал около 300 народных песен и теснифов. Джаббар Карьягдыоглы пел эти песни, а Бюльбюль записывал их на фоновалик.
Саидом Рустамовым на ноты были переложены и изданы отдельной книгой на азербайджанском и русском языках более 50 песен.
30 мая 1934 года в Тбилиси проходила Олимпиада искусства народов Закавказья. В ней приняли участие 1900 человек, представляющих 17 национальностей. 74-летний Джаббар Карьягдыоглы был удостоен первой премии.
В 1939 году с голоса Джаббара Карьягды Кара Караевым было записано три теснифа («Лейли», «Ширин» и «Сэрэндж тэснифи») на стихи Низами Гянджеви.
Джаббар Карьягдыоглы дожил до глубокой старости, пел до последних дней своей жизни. В возрасте семидесятидвух лет он спел одну из самых сложных частей мугама «Уззал» в сопровождении тариста Гурбана Пиримова.
Скончался 20 апреля 1944 года в возрасте 83 лет.

### Встреча с Есениным
В апреле 1925 года в Баку Сергей Есенин читал стихи из цикла «Персидские мотивы». Литературный критик Александр Воронский так описывает встречу Есенина на этом вечере с Джаббарром Карьягды:
В Баку, за несколько месяцев до своей смерти, на дружеской вечеринке Есенин читал персидские стихи. Среди других их слушал тюркский собиратель и исполнитель народных песен старик Джабар. У него было иссеченное морщинами-шрамами лицо, он пел таким высоким голосом, что прижимал к щеке ладонь левой руки, а песни его были древни, как горы Кавказа, фатальны и безотрадны своей восточной тоской и печалью. Он ни слова не знал по-русски. Он спокойно и бесстрастно смотрел на поэта и только шевелил в ритм стиха сухими губами.
Сергей Есенин, услышав пение Джаббара Карьягды, назвал его «пророком музыки Востока». Позже он писал в Москву: «И недаром мусульмане говорят: если он не поет, значит, он не из Шушу…»

## Творчество

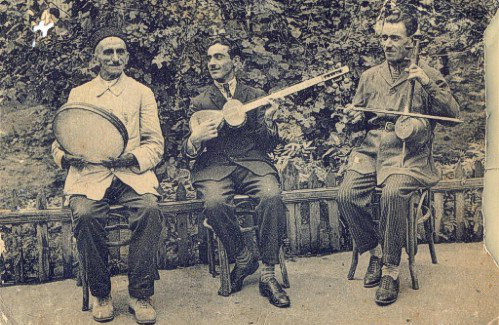
Джаббар Каръягдыоглы со своим ансамблем

Джаббар Карьягдыоглы пел теснифы на слова таких поэтов как Хагани Ширвани, Низами Гянджеви, Физули, Насими, Вагифа, Закира и др.

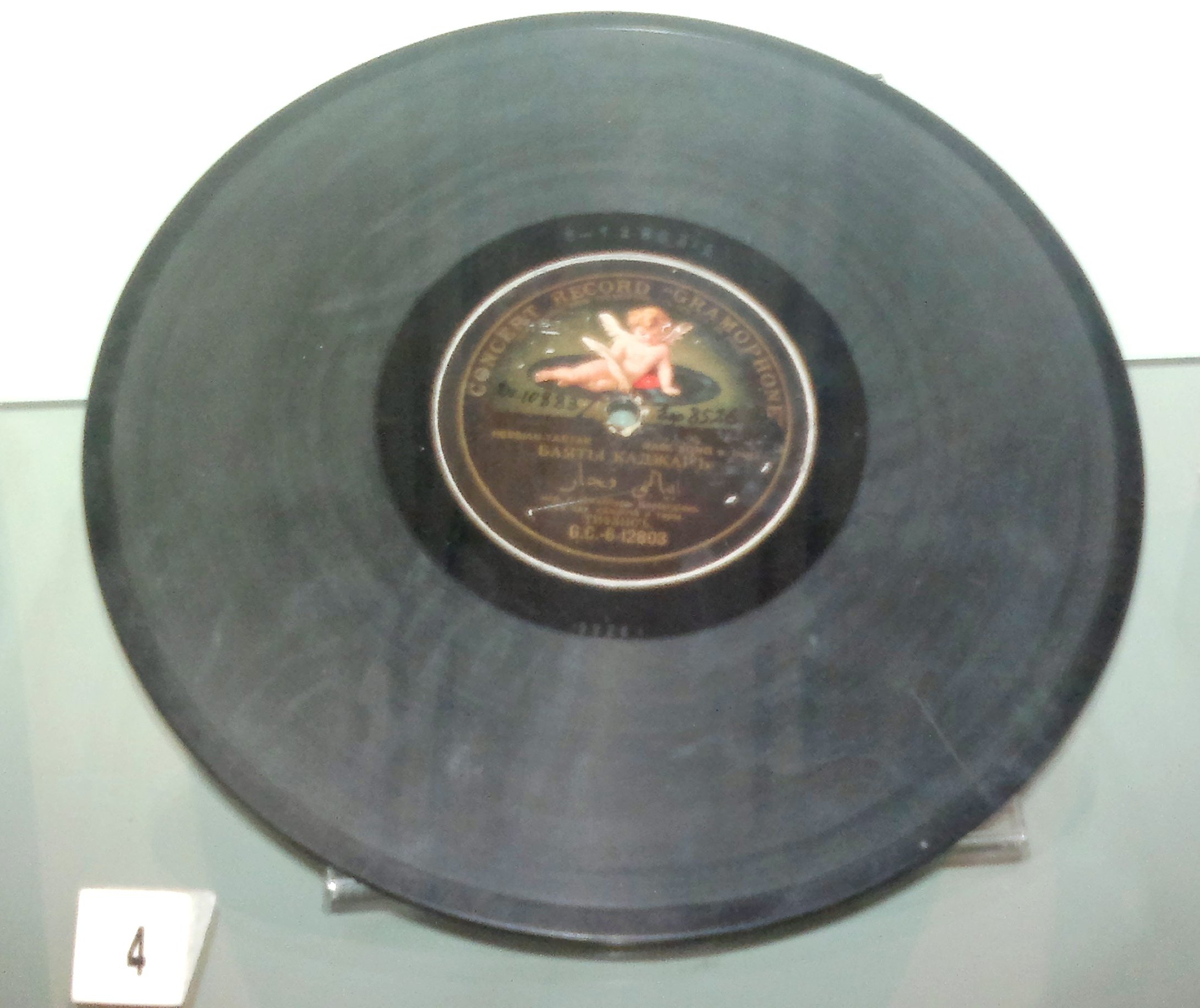
Пластинка с записью мугама Баяты-Каджар в исполнении Карьягды в Музее истории Азербайджана в Баку

Ханенде Хан Шушинский так вспоминал об исполнении 72-летним Карьягдыоглы мугама «Хейраты»:
«Осенью 1933 года меня пригласили на концерт с участием Джаббара, Сеида Шушинского, Зюльфи Адыгезалова и других ханенде. После всех выступлений объявили последний номер: «Хейраты» играет оркестр народных инструментов, поют Джаббар Гарягды оглу и Хан Шушинский». Открылся занавес. Оркестр заиграл «Хейраты». Мощный голос Джаббара наполнил весь зал. Признаюсь, что, несмотря на то, что я пел уже 20 лет, я невольно растерялся. 72-летний Джаббар пел с необыкновенным вкусом и вдохновением, и это окрылило меня. Взяв себя в руки, я следовал за голосом учителя. Джаббар перешел к самой высокой части мугама — «Уззал». Я был в изумлении. В 72 года петь «Уззал»?! Это была невиданная отвага и мастерство в истории мугамата. Закончив пение мощными трелями, Джаббар передал мне черед. Затем Джаббар похлопал меня по плечу и сказал: «Молодец! Береги свой голос, ты станешь самым прекрасным ханенде будущего».

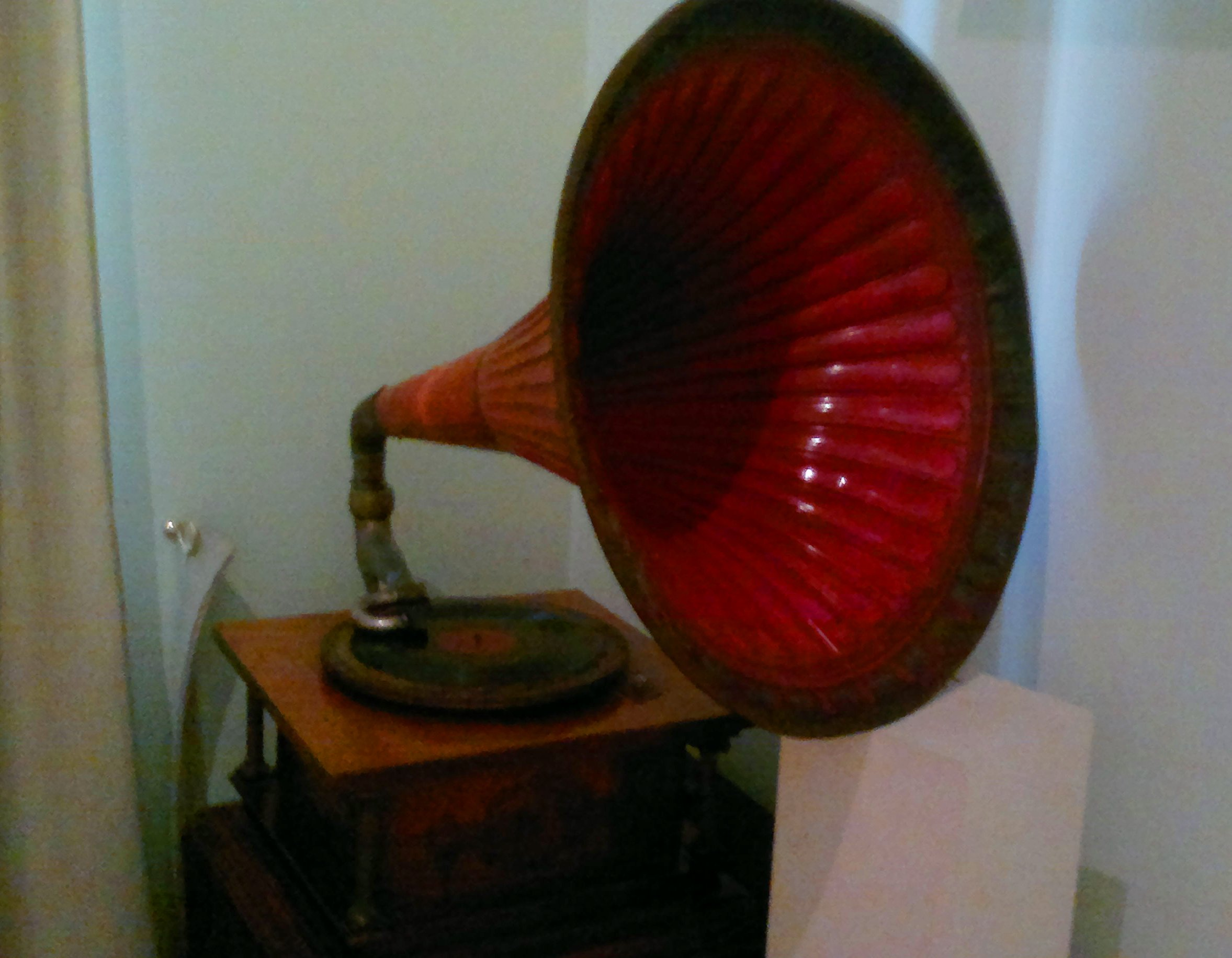
Граммофон Джаббара Каръягдыоглы в Музее истории Азербайджана в Баку

Помимо вокальной деятельности, Карьягдыоглы также был поэтом и композитором. Ещё с юных лет он писал гошма и газели, записывал новые тексты к теснифам, сочинял немало песен на собственные слова. Из его песен широкую популярность в народе получили «Истяканын дешилсин», «Кяш ки байрам олмаяйды», «Уджа баш дагында», «Колодец в Ереване» и многие другие. Некоторые песни были сочинены и на современные темы.
К празднованию тысячелетнего юбилея поэта Фирдоуси певец сочинил шесть вокальных композиций.

### Музыкальные фрагменты
Внимание! Музыкальные фрагменты в формате Ogg Vorbis
- Мугам «Гюль ачды» («Цветок распустился»)о файле (информация о файле)

## Награды
- Орден «Знак Почёта» (17.04.1938) — за выдающиеся заслуги в деле развития азербайджанского оперного искусства, азербайджанской музыки, песни и танцев